# Bonifác Jan Holub
 Bonifác Jan Holub (30. listopadu 1847 Doksany – 8. června 1923 Nový Bydžov - Metličany) byl římskokatolický kněz, farář u sv. Markéty v Břevnově a regionální historik.

## Život
Narodil se v Doksanech v domě čp. 14, v rodině chirurga a porodníka Josefa Holuba a jeho manželky Anny, rozené Neiterové z Litoměřic. Byl pokřtěn jmény Jan Křtitel Alois Josef. Po studiu na gymnáziu v Litoměřicích vstoupil v Břevnovském klášteře do řádu benediktinů a přijal řeholní jméno Bonifác. Po absolutoriu kněžského semináře v Praze byl u benediktinů v Břevnově 28. září 1872 vysvěcen na kněze. Na jaře roku 1873 nastoupil jako klerik kněžskou službu v Dolánkách nad Ohří. , odkud byl přeložen do farnosti u sv. Jakuba v Metličanech, nyní místní část Nového Bydžova. Roku 1885 byl jmenován administrátorem farnosti sv. Markéty v Břevnově. a později farářem. V Břevnově sloužil pravděpodobně až do roku 1903, kdy odešel opět do Metličan.

## Dílo
Jako regionální historik se zabýval dějinami a památkami Libockého vikariátu. Jeho stěžejními díly jsou tři knížky, dále vydával břevnovské pamětní tisky s obrázkem.
- Paměti farnosti u sv. Markéty v Břevnově a blízkého okolí. Praha 1890
- Odkryté poklady. Paměti děje- a místopisné vikariatního obvodu Libockého v okresu Smíchovském. Praha 1893
- Opatství u sv. Markéty v Břevnově. Praha 1894 (zvl. otisk z Časopisu Společnosti přátel starožitností českých)